# Morrisville (comté de Bucks, Pennsylvanie)
Pour les articles homonymes, voir Morrisville.
Morrisville est un borough du comté de Bucks en Pennsylvanie, aux États-Unis.
Morrisville a été fondé en 1624 et doit son nom au financier Robert Morris (1734-1806).
Sa population était de 9 809 habitants en 2020.